# 日清協約
日清協約（にっしんきょうやく）とは、日本と中国を支配していた清朝との間で締結された条約で、通例では1909年9月4日に締結された「満洲及び間島に関する日清協約」、別名「間島協約」を指す。この協約は、1910年の日本による朝鮮併合に先立って、清と大韓帝国（朝鮮）との国境を画定させる意味を持った。
大韓民国外交通商部は2011年9月19日に国会の外交通商統一委員会へ提出した資料の中で、「日清協約」が無効であると主張したが、間島の領有権は直ちに朝鮮に帰属することはできないとも表明した。

## 概要
日露戦争に勝利した日本は満洲の旧ロシア権益の掌握と朝鮮の併合を目指していたが、いずれも満洲を統治する清朝からの強い警戒感を持たれた。特に間島と呼ばれる地域-南満洲-は清朝と朝鮮の国境線が確定していなかった地域であり、昔から多くの朝鮮人が居住していた。日本側は間島を朝鮮領の一部として朝鮮本体とともに併合を図り、これに対して同地域を自国領とする清朝は激しく反発していた（間島問題）。
日本は1907年以来一連の問題解決を目指して清との交渉を進めていたが、双方の合意は実現しなかった。このため、日本は満洲問題の解決を優先として、間島については大幅な譲歩をせざるを得ないと判断し、1909年に満洲に関する項目と間島に関する項目からなる2つの日清協約を結ぶこととした。
なお、朝鮮はすでに第二次日朝協約によって外交権を事実上剥奪されており、協約に抗議することもかなわなかった。

## 間島協約
- 図們江（豆満江）を朝鮮と清朝の国境とする。（第1条）
- 清国は間島の竜井村など4地域を外国人の居留・経済活動のために開放し、日本が領事館または分館を設置できる。（第2条）
- 朝鮮人が豆満江以北の開墾地に居住することができる。（第3条）
- 間島の朝鮮人は清国の法律に従う。ただし、訴訟事件では日本側の領事館員の立会や覆審請求権が認められる。（第4条）
- 清国は間島の朝鮮人の土地・家屋の保護の義務を負う。また、往来の自由を認める。（第5条）
- 吉長鉄道を延長して朝鮮鉄道と接続することを認める（第6条）